# Unione Sportiva Milanese 1927-1928
Questa pagina raccoglie i dati riguardanti l'Unione Sportiva Milanese nelle competizioni ufficiali della stagione 1927-1928.

## Avvenimenti
È l'ultima stagione degli scacchi nei campionati anteguerra. Il Direttorio Federale della FIGC ha appena annunciato l'ammissione dell'USM in Divisione Nazionale quando l'Ente Sportivo di Propaganda Fascista lombardo elabora la "fusione coatta" con l'Inter, per ordine del gerarca fascista Rino Parenti e il suo vice Ernesto Torrusio.
A fusione effettuata il parco giocatori dell'USM viene disperso in numerosi rivoli e soltanto pochi giocatori vengono inseriti nella rosa della sorgente Ambrosiana. È veramente impressionante l'elenco dei giocatori lasciati liberi pubblicati da diverse liste di trasferimento dal quotidiano sportivo Il Littoriale e dalla rosea milanese.

## Rosa
| N. |                   | Ruolo | Calciatore         |
| -- | ----------------- | ----- | ------------------ |
|    | Italia (bandiera) | A     | Tullio Aliatis     |
|    | Italia (bandiera) | D     | Luigi Baratelli    |
|    | Italia (bandiera) | A     | Amerigo Bedetti    |
|    | Italia (bandiera) | P     | Beretta            |
|    | Italia (bandiera) | D     | Giovanni Bolzoni   |
|    | Italia (bandiera) | A     | Adolfo Dusi        |
|    | Italia (bandiera) | A     | Alfredo Gazzola    |
|    | Italia (bandiera) | A     | Armando Genovesi   |
|    | Italia (bandiera) | C     | Giuseppe Grigoli   |
|    | Italia (bandiera) | C     | Ferruccio Maranesi |

| N. |                   | Ruolo | Calciatore        |
| -- | ----------------- | ----- | ----------------- |
|    | Italia (bandiera) | C     | Romolo Marinari   |
|    | Italia (bandiera) | C     | Iride Motta       |
|    | Italia (bandiera) | D     | Perucchetti       |
|    | Italia (bandiera) | A     | Pietro Povero     |
|    | Italia (bandiera) | A     | Felice Radice     |
|    | Italia (bandiera) | P     | Giuseppe Rossoni  |
|    | Italia (bandiera) | A     | Guido Sacchi      |
|    | Italia (bandiera) | C     | Aldo Sala         |
|    | Italia (bandiera) | P     | Luigi Silvani     |
|    | Italia (bandiera) | C     | Giuseppe Veronesi |

## Liste di trasferimento

### Giocatori passati all'Ambrosiana
| Partenze | Partenze           | Partenze   | Partenze |
| R.       | Nome               | Andato a   |          |
| -------- | ------------------ | ---------- | -------- |
| D        | Giovanni Bolzoni   | Ambrosiana |          |
| C        | Giuseppe Grigoli   | Ambrosiana |          |
| C        | Ferruccio Maranesi | Ambrosiana |          |
| C        | Romolo Marinari    | Ambrosiana |          |
| A        | Felice Radice      | Ambrosiana |          |

### Giocatori lasciati liberi
Liste di trasferimento, pubblicate da La gazzetta dello sport su 4 dispense a partire dall'8 agosto 1928 e da Il Littoriale il 7 agosto 1928 a pagina 4 (paginone unico).
| Partenze | Partenze           | Partenze      | Partenze |
| R.       | Nome               | Andato a      |          |
| -------- | ------------------ | ------------- | -------- |
| .        | Ettore Anzaghi     | ???           |          |
| A        | Tullio Aliatis     | Legnano       |          |
| D        | Luigi Baratelli    | ???           |          |
| C        | Enea Barbaini      | Monza         |          |
| A        | Amerigo Bedetti    | Clarense      |          |
| .        | Ivano Bianchi      | ???           |          |
| .        | Libero Bonfà       | Bollatese     |          |
| .        | Cesare Bonfiglio   | ???           |          |
| D        | Enrico Bozzi       | Pro Lissone   |          |
| C        | Vincenzo Carano    | fine attività |          |
| .        | Nello Cavalleri    | ???           |          |
| .        | Adolfo Cerutti     | ???           |          |
| .        | Emilio Civardi     | ???           |          |
| .        | Ambrogio Coppo     | ???           |          |
| .        | Renzo Crotti       | ???           |          |
| .        | Giuseppe Dagradi   | ???           |          |
| .        | Osvaldo Dagradi    | ???           |          |
| C        | Adolfo Dusi        | Codogno       |          |
| .        | Luigi Fagioli      | ???           |          |
| .        | Enrico Ferrari     | ???           |          |
| .        | Pietro Forzinetti  | ???           |          |
| .        | Pietro Fugazza     | ???           |          |
| .        | Fulvio Domenichini | ???           |          |
| .        | Alcide Garotta     | ???           |          |
| .        | Pietro Garotta     | ???           |          |
| A        | Alfredo Gazzola    | ???           |          |
| .        | Enrico Genocchi    | ???           |          |
| A        | Armando Genovesi   | Seregno       |          |
| .        | Alfredo Giardini   | ???           |          |
| .        | Fortes Gramolelli  | ???           |          |
| .        | Giasone Lang       | ???           |          |
| .        | Attilio Magistrali | ???           |          |
| .        | Umberto Marrè      | ???           |          |
| .        | Franco Massaro     | ???           |          |

| Cessioni | Cessioni             | Cessioni         | Cessioni |
| R.       | Nome                 | Andato           |          |
| -------- | -------------------- | ---------------- | -------- |
| .        | Carlo Monti          | ???              |          |
| .        | Mario Monti          | ???              |          |
| .        | Cesare Monticelli    | ???              |          |
| .        | Bruno Montoli        | ???              |          |
| D        | Iride Motta          | Comense          |          |
| .        | Felice Negretti      | ???              |          |
| .        | Adriano Oggioni      | ???              |          |
| .        | Fiorenzo Panzecchi   | ???              |          |
| .        | Carlo Panzeri        | ???              |          |
| .        | Franco Petrini       | ???              |          |
| .        | Giuseppe Poirè       | ???              |          |
| A        | Pietro Povero        | Triestina        |          |
| .        | Antonio Quaia        | ???              |          |
| .        | Amleto Radaelli      | ???              |          |
| .        | Giulio Radice        | ???              |          |
| .        | Mario Raimondi       | ???              |          |
| A        | Luigi Recalcati      | Pavia            |          |
| .        | Pietro Riboldi       | ???              |          |
| .        | Alfredo Richetti     | ???              |          |
| .        | Mario Rizza          | ???              |          |
| .        | Arturo Robecchi      | Gallaratese      |          |
| .        | Alfredo Rocchi       | fine attività ?  |          |
| .        | Luigi Rossi          | ???              |          |
| .        | Guglielmo Rossigni   | ???              |          |
| P        | Giuseppe Rossoni     | Isotta Fraschini |          |
| .        | Guido Sacchi         | ???              |          |
| C        | Aldo Sala            | Ancona           |          |
| P        | Luigi Silvani        | ???              |          |
| .        | Bruno Stradella      | ???              |          |
| .        | Angelo Taccani       | ???              |          |
| .        | Federico Taddei      | ???              |          |
| A        | Tolomeo Tognasso (I) | ???              |          |
| C        | Giuseppe Veronesi    | ???              |          |
| .        | Ermanno Villania     | ???              |          |